# Bad Boys (film fra 1995)
 For alternative betydninger, se Bad Boys. (Se også artikler, som begynder med Bad Boys)
Bad Boys er en amerikansk actionkomediefilm fra 1995 instrueret af Michael Bay og produceret af Jerry Bruckheimer. Bad Boys har Will Smith og Martin Lawrence i hovedrollerne som de to politibetjente Mike Lowrey og Marcus Burnett. Filmen blev i 2003 efterfulgt af Bad Boys II.

## Medvirkende
- Will Smith
- Martin Lawrence
- Téa Leoni
- Tchéky Karyo
- Joe Pantoliano
- Emmanuel Xuereb
- Nestor Serrano
- Julio Oscar Mechoso
- Theresa Randle

## Ekstern henvisning
- Bad Boys på Internet Movie Database (engelsk)
- Bad Boys på Filmdatabasen
- Bad Boys på Scope
- Bad Boys i Svensk Filmdatabas (svensk)
- Bad Boys på AlloCiné (fransk)
- Bad Boys på MovieMeter (nederlandsk)
- Bad Boys på AllMovie (engelsk)
- Bad Boys hos American Film Institute (engelsk)
- Bad Boys' profil hos Encyclopædia Britannica Online (engelsk)
- Bad Boys på Turner Classic Movies (engelsk)